# Paperobot contro i Paperoidi
Paperobot contro i Paperoidi è una storia a fumetti Disney scritta e disegnata da Romano Scarpa su chine di Sandro Del Conte, pubblicata sui numeri 1317 e 1318 (febbraio - marzo 1981) di Topolino, e in seguito riproposto su varie raccolte.

## La trama
Paperopoli, primi anni ottanta. Mentre Paperone scruta l'universo alla ricerca di meteoriti d'oro, il re Ducklien, suo alter ego spaziale, viene esiliato dal proprio pianeta, un enorme asteroide aureo, e inviato per sempre a vagare nello spazio, assieme a sua nipote Zilia, lo scienziato Gallien (un Archimede del futuro) e i due fedeli Sock e Gonz, su un'astronave d'oro. 
Individuata da Paperone, questi invia Paperino e Paperina in un'aeronave predisposta a succhiare l'oro contenuto a bordo, necessario per alimentare i motori. Frattanto Sock e Gonz, giunti sulla Terra, rubano l'oro di Paperone con la tecnica del teletrasporto. La situazione si conclude con un nulla di fatto poiché le due masse auree sono state totalmente scambiate dall'azione contemporanea, tuttavia Paperone decide di scendere in campo personalmente, e sfida re Ducklien in un singolare duello. Due navette monoposto dotate di un braccio meccanico ciascuna vengono rapidamente approntate, e i due ricchi paperi si affrontano nello spazio per il possesso assoluto di entrambi i patrimoni. La situazione sembra ancora una volta destinata al pareggio, ma il mezzo paperoniano è più forte e riesce a battere l'aeronave di Ducklien. Quest'ultimo, privato dell'oro necessario ad alimentare i motori dell'asteroide, è così condannato a perdersi nell'universo. 
Tuttavia Paperone, mosso a pietà, concede ai paperi spaziali di tenere il suo oro, restituendone anche parte di quello aspirato e guadagnandosi così il loro rispetto. In cambio, chiede loro un motore aureo di scorta, che poi distruggerà per farne lingotti, suscitando la delusione di Archimede.

## Curiosità
Nella prima tavola il titolo della storia è preceduto dalla dicitura Storie stellari, che probabilmente doveva riferirsi a una serie di storie di cui questa doveva essere solo la prima, ma in realtà non ne furono realizzate altre.

## Riferimenti in altre opere
Sempre disegnati da Romano Scarpa, i Paperoidi riappaiono in un episodio delle Paperolimpiadi (Le Paperolimpiadi – 7º episodio: La minaccia dei Paperoidi) nel numero 1711 di Topolino.